# 磯貝芳郎
磯貝 芳郎（いそがい よしろう、1929年 - 2013年9月21日）は、日本の心理学者、東京学芸大学名誉教授。
東京生まれ。1951年、東京文理科大学 (旧制)心理学科卒業。1960年代に信濃教育会教育研究所専任所員を務め、その後、武蔵野美術大学教授、東京学芸大学教授を経て、明星大学教授となった。この間、東京学芸大学から名誉教授の称を受ける。
専門は、社会心理学、コミュニケーション心理学であるが、おもに児童を考察の対象とした児童心理学、教育心理学分野の論文も多く、その方面での共編著もある。
死去後、従四位瑞宝小綬章を追贈された。

## おもな著書

### 単著
- 集団の心理学、講談社現代新書、1983年
- 現代青年―生活・風俗・心理、ブレーン出版、1985年
- 人間と集団・社会、勁草書房、1986年

### 共著
- （福島脩美との共著）自己抑制と自己実現 : がまんの心理学、講談社現代新書、1987年

### 監修
- 心理学なるほど事典、実業之日本社、2000年

### 編著
- （本田時雄との共編）情報と人間、福村出版（心理学双書）、1979年
- 教育心理学の世界、福村出版、1981年
- 発達心理学、学術図書出版社、1984年
- 心理学要論、学術図書出版社、1987年
- （斉藤耕二との共編）児童の心理、新曜社、1989年
- 教育心理学要論、学術図書出版社、1990年
- 上手な自己表現 : 豊かな人間関係を育むために、有斐閣、1992年

## 論文
- 「性格に及ぼすマスコミの影響」『性格心理学講座 2. 性格の形成』金子書房 (1960)
- 「マスコミ教育」『児童心理学講座 9. 社会生活とマス・コミュニケーション』金子書房 (1969)
- 千々岩英彰と共著「絵画の評価と鑑賞に関する心理学的研究」『武蔵野美術大学紀要』7 (1971)
- 「学級集団」永野重史ほか編『新教育心理学』新曜社 (1976)
- 「群れとグループ」『心の実験室 1』福村出版 (1975)
- 「ヴィーナスの印象」『心の実験室 2』福村出版 (1977)
- 「子どものライフスタイル - ライフ・スタイル・コンセプトの教育への適用について」佐藤毅ほか編『現代の社会心理学』誠心書房 (1979)
- 「子どものライフスタイル研究 (1)(2)(3)」『東京学芸大学紀要・第一部門』第29集 (1978)・30集 (1979)・31集 (1980)
- 「現代社会における子どもの生活と文化」「子どもの生態系」「子どもの生態系の諸相 中学生」『子どもの社会心理学 III』金子書房 (1982)
- 「性格形成と社会的環境」依田明編『性格心理学新講座 2. 性格形成』金子書房 (1989)
- 「子どもの行動への生態学的アプローチ」日本児童学会『児童研究』第80巻 (2001)
- 「ライフスタイル」斎藤耕二ほか編『ライフコースの心理学』金子書房 (2001)